# Dašnica (rijeka)
Dašnica je rijeka u Bosni i Hercegovini.
Dašnica je desna pritoka rijeke Janje u Semberiji u sjeveroistočnoj BiH. Nastaje od izvora Dašničkih potoka u prostoru Janjara u općini Ugljevik na nadmoskoj visini od 170 metara. Dužina toka iznosi 39 kilometara, a površina porječja 199 km². Dašnica se ulijeva u Janju kod Ugljevika.